# Dieffenbachia
Dieffenbachia es un género de plantas tropicales de la familia de las aráceas, notables por las características manchas claras en sus hojas. Se conocen cerca de 30 especies, algunas utilizadas como plantas de interior debido a su tolerancia a la sombra. La especie más cultivada es Dieffenbachia bowmanii. 
Introducida en Europa a finales del siglo XIX, proviene fundamentalmente de las selvas vírgenes de América Central y América del Sur. El nombre fue puesto en honor al médico y naturalista alemán Ernst Dieffenbach. En Panamá se le conoce como "pita o pito" en las áreas interiores del país y llamada comúnmente lotería, en el resto de la nación. y en México y Perú galatea.

## Descripción
Puede alcanzar entre 3 m y 20 m de altura, dependiendo de la especie, con tallo erguido, hojas ovaladas o lanceoladas, discretamente asimétricas, de color verde oscuro, presentando las variegadas, manchas claras.

## Cultivo
- Luz: lugares bien iluminados pero no expuestos directamente al sol, y lejos de las corrientes de aire y focos de calor (calefacción, etc.).

Tolera zonas semiumbrías mejor que la mayoría de plantas variegadas. Un exceso de luz provoca que las hojas se vuelvan amarillas y se sequen las puntas.
- Temperatura: entre 30 °C y 35 °C. Sobreviven períodos cortos a temperaturas inferiores de hasta 5 °C, pero con el consiguiente peligro de pérdida de sus hojas inferiores. En general, soportan mal grandes variaciones de temperatura por debajo de 10° de forma prolongada.
- Agua: el agua debe estar fría. El riego debe ser abundante, especialmente en verano, cuando hace calor.
- Tierra: necesita un pH ácido (3,0 a 4), mezcla suelta de turba con cortezas o tierra vegetal y perlita (o arena de río). Requiere suelo semi fértil que con la turba, cortezas o tierra vegetal se consigue. Debe estar bien húmeda y por eso añadimos la perlita.
- Humedad: la humedad relativa debe mantenerse regular por lo que se deberá rociar las hojas, según la humedad ambiental en que esté situada.
- Abono: especialmente de octubre a enero. Necesita abono vegetal cada 15 días o cada mes.
- Multiplicación: se multiplica fácilmente por semilla o acodo aéreo, para el mismo se desmocha la parte superior de la corteza de una planta, con 3-5 hojas, o bien injertos de tallo provisto de una yema. Arraiga rápidamente en agua, en turba o en tierra ligera de semillero. (habiéndolos colocados antes con sulfato de cobre) sobre arena o mezcla de turba y arena (o perlita), o bien en un recipiente con agua. Necesitaran frío de fondo de unos 5 °C y una temperatura ambiental de no más de 10 °C. Los esquejes deben estar a medio sol directo y mantener su humedad ambiental. Enraizarán en 6 o 10 semanas. Luego, se trasplantarán al lugar definitivo de cultivo.
- Plagas y enfermedades en su cultivo: son atacadas por araña roja, cochinilla, pulgones, hongos.

## Toxicidad
Las células de la planta del Dieffenbachia contienen cristales aciculares de oxalato de calcio llamados rafidios. Si se mastica una hoja, estos cristales pueden causar una leve sensación de ardor y eritema temporales. Se cree que otras enzimas de la planta acrecientan la potencia de los cristales. Se han reportado casos raros de edema de los tejidos expuestos a la planta. El masticado e ingestión provoca generalmente sólo molestias muy leves, pero el contacto con su goma en ojos o sangre puede provocar problemas cardíacos. En mascotas y niños, el contacto con la dieffenbachia (generalmente al haber sido masticada) puede causar una serie de síntomas muy molestos, incluyendo irritación aguda y fuerte de garganta, babeo, e inflamación localizada. En caso de tocar su goma se deben lavar las manos o la cara con abundante agua. En la mayoría de los casos, los síntomas son moderados, y pueden tratarse con éxito utilizando analgésicos, antihistamínicos, o carbón activado. Generalmente no se recomienda inducir el vómito o realizar lavados gástricos, exceptuando algunos casos.

## Taxonomía
El género fue descrito por Heinrich Wilhelm Schott y publicado en Wiener Zeitschrift für Kunst, Litteratur, Theater und Mode 1829(3): 803. 1829. La especie tipo es: Dieffenbachia seguine (Jacq.) Schott. 